# Lycée Saint-Adrien

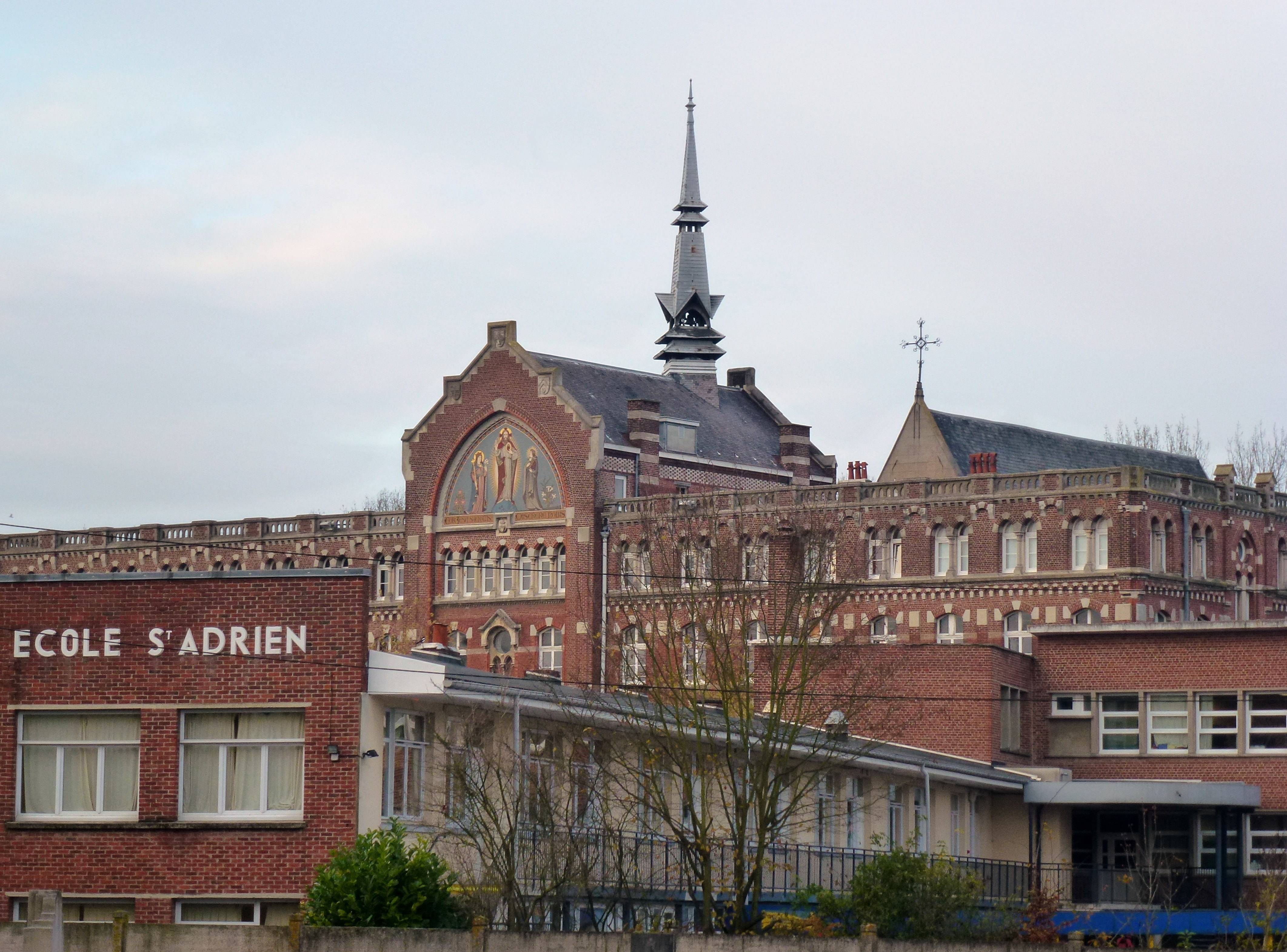
Ensemble scolaire Saint-Adrien de Villeneuve d'Ascq Nord.

 (octobre 2016).
L'ensemble scolaire Saint-Adrien La Salle est un établissement regroupant une école élémentaire, un collège et un lycée général au sein du quartier d'Annappes de Villeneuve-d'Ascq dans le département du Nord. 
Le collège comprend un second site au sein du quartier d'Ascq.
L’ensemble scolaire Saint-Adrien La Salle est lié à l’État par un contrat dit d’association.

## Classement du lycée
En 2015, le lycée se classe 15e sur 99 au niveau départemental quant à la qualité d'enseignement, et 358e au niveau national. Le classement s'établit sur trois critères : le taux de réussite au bac, la proportion d'élèves de première qui obtient le baccalauréat en ayant fait les deux dernières années de leur scolarité dans l'établissement, et la valeur ajoutée (calculée à partir de l'origine sociale des élèves, de leur âge et de leurs résultats au diplôme national du brevet).

## Historique

### XIXesiècle
Après 1870, les Frères des écoles chrétiennes cherchèrent, dans la région de Lille, un emplacement assez vaste afin d'y construire un bâtiment pouvant abriter à la fois un juvénat, un noviciat, une maison d'études et une maison de retraite.
C'est à Annappes qu'ils trouvent le terrain désiré.
En 1875, les frères achetèrent quatre hectares à Mme la vicomtesse de Clercy pour y commencer la construction du bâtiment principal en 1876. 
En 1885 fut construite la chapelle (33m de long, 16 m de large, 14 m de haut du sol aux clefs de voûte). Le 13 mars 1897, la maison accueille déjà le groupe des noviciats.

### XXesiècle
Durant la Première Guerre mondiale, les Allemands occupent la maison du 20 octobre 1914 au 16 octobre 1918. Ils y établissent un hôpital militaire afin d'y amener plus facilement les blessés. Ils construisent une ligne de chemin de fer qui, entrant dans la propriété, suit la grande allée, passe au pied de la maison et se termine au mur de clôture.
En 1966, c'est la première phase d'extension de l'ensemble scolaire : démolition du bâtiment abritant la « petite école » datant de 1872 et construction du bâtiment abritant actuellement les classes primaires.
En 1969-1972, c'est la deuxième phase d'extension : D'une part l'école devient mixte, d'autre part des travaux sont mis en place pour la construction des pyramides.
En 1972-1975, c'est la troisième phase d'extension avec l'acquisition de la Maison Saint-Jean. Les Frères construisent la Maison Saint-Jean et abandonnent à Saint-Adrien le "grand bâtiment" qui abritait encore leur maison de retraite.
En 1975, a lieu l'ouverture de l'annexe d'Ascq : ouverture du collège Saint-Adrien Annexe qui permettra d'accueillir les élèves venant des villages situés autour de Villeneuve-d'Ascq.
En 1990, l'ensemble scolaire aménage l'Agora. Son utilisation reste polyvalente : réunions, forums, sport, théâtre, fêtes.
En 1991, les élèves peuvent bénéficier d'une salle de sports, de quatre vestiaires, deux sanitaires, deux salles de rangement, s'ajoutent à cette salle, une salle de professeurs d'EPS et un local technique.
En 1992, le restaurant scolaire appelé "Les Agapes" est créé.
En 1994, création de la médiathèque : le gros œuvre de l'ancienne chapelle est restauré en 1995 : dalle du sol, vitraux 
nettoyés et réparés à l'intérieur, protégés à l'extérieur, peintures intérieures. En 1996, l'aménagement se termine. Nef centrale : consultation des livres, revues, encyclopédies, dictionnaires, fichiers, ordinateurs (réseau pédagogique lié aux laboratoires, salles de technologie, sites informatiques). Partie-Est : prêt des livres de la bibliothèque. Locaux clos vitrés et armoires : outils plus spécialisés (TV, vidéo, ordinateurs, Internet). Le chœur est réservé aux célébrations et à la prière.

## Enseignement scolaire

### École primaire
L'école primaire scolarise 470 enfants du CE1 au CM2. Elle compte :
4 CE1, 4 CE2, 4 CM1, 4 CM2, 1 ASM (Antenne Scolaire Mobile) et 1 poste RAD (Regroupement d'ADaptation).

### Collège
Le collège compte 43 classes, soit 1286 élèves et 1 Antenne Scolaire Mobile.
Il est implanté sur 2 sites : Annappes et Ascq. Le site d'Ascq est une annexe qui ne compte que 12 classes.

### Lycée
Le lycée compte 24 classes (9 classes de seconde, 8 classes de première et 7 classes de terminale)
C'est un lycée d'enseignement général. Depuis la réforme du baccalauréat, les spécialités enseignées en cycle terminal à Saint Adrien sont : mathématiques, physique chimie, sciences et vie de la Terre, Numérique et sciences informatiques, Humanités littératures et philosophie, Histoire géographie politique et géopolitique, sciences économiques et sociales ainsi qu'Anglais monde contemporain.